# 前川貞次郎
前川 貞次郎（まえかわ ていじろう、1911年6月28日 - 2004年3月9日）は、日本の歴史学者（西洋史）。京都大学名誉教授。

## 経歴
出生から修学期
1911年、京都府京都市で生まれた。京都帝国大学文学部史学科で学び、1935年に卒業。
西洋史研究者として
1949年、京都大学人文科学研究所助教授に就いた。1952年に文学部西洋史学科助教授に配置換え。1957年、学位論文『フランス革命史研究：史学史的考察』を京都大学に提出して文学博士号を取得。に教授昇格。1975年に京都大学を定年退官し、名誉教授となった。その後は、甲南大学教授、帝塚山大学教授を務めた。2004年に死去。

## 研究内容・業績
フランス革命を中心にフランス史を研究した。

## 著作
著書
- 『フランス史学』弘文堂 1942
- 『絶対主義の時代』(京大西洋史 5) 創元社 1950
- 『フランス革命史研究：史学史的考察』創文社 1956
  - 電子版再版 講談社(創文社オンデマンド叢書) 2022[2]
- 『あたらしい世界史』数研出版 1962
- 『絶対王政の時代』講談社現代新書 1973
- 『ヨーロッパ史序説』ミネルヴァ書房 1978
- 『歴史を考える』ミネルヴァ書房 1988

共編著
- 『図説西洋人の歴史：生活と文化』編、創元社 1954
- 『世界史要図集』池田誠共編 ミネルヴァ書房 1956
- 『世界史辞典』会田雄次・外山軍治共編、泰西社 1958
- 『入門西洋史学』編、ミネルヴァ書房 1965
- 『双書新しい世界史教育』木村尚三郎・平田嘉三共編、明治図書出版 1972
- 『ヨーロッパの世紀』(世界の歴史 16) 望田幸男共著、講談社 1978
- 『新世界史 高校の学習と大学受験』堀越孝一共編、数研出版 1993

訳書
- 『人間精神進歩の歴史』コンドルセ著、創元社(史学叢書) 1949
  - 文庫化 角川文庫 1966
- 『近代のジレンマ』クリストファー・ドーソン著、創文社(フォルミカ選書) 1953
  - 電子版 講談社(創文社オンデマンド叢書) 2023
- 『社会契約論』ルソー著、桑原武夫共訳、岩波文庫 1954
- 『ルイ十四世』ユベール・メチヴィエ著、白水社(文庫クセジュ) 1955
- 『フランス革命と群衆』G.リューデ著、野口名隆・服部春彦共訳、ミネルヴァ書房 1963
- 『転換期の歴史』ジェフリー・バラクラフ著、兼岩正夫共訳、社会思想社 1964
- 『学問芸術論 ルソー』岩波文庫 1968
- 『フランス文化史』(全3巻) ジョルジュ・デュビィ,ロベール・マンドルー著、鳴岩宗三・島田尚一共訳、人文書院 1969-1970